# Waresley
Waresley är en by i civil parish Waresley-cum-Tetworth, i distriktet Huntingdonshire, i grevskapet Cambridgeshire i England. Waresley var en civil parish fram till 2010 när blev den en del av Waresley-cum-Tetworth. Civil parish hade 239 invånare år 2001. Byn nämndes i Domedagsboken (Domesday Book) år 1086, och kallades då Wederesle, Wedreslei(e).